# 83
83 (LXXXIII) var ett normalår som började en onsdag i den julianska kalendern.

## Händelser

### Okänt datum
- Enligt Tacitus dödas 10 000 kaledonier och 360 romare (under Gnaeus Julius Agricolas befäl) i slaget vid Mons Graupius (detta eller nästa år).
- Kejsar Domitianus bekämmar den germanska stammen chatterna. Efter att dessa har besegrats kan romarna bygga ett antal försvarsfästningar utmed den germanska gränsen.
- Domitianus blir återigen konsul i Rom.
- Kastrering av slavar förbjuds i Rom.